# Мотяж
Мотяж или Морское-Мотяжи — озеро в муниципальном образовании «Себежское» (Глембочинская волость) Себежского района Псковской области, к западу от озера Нечерица.
Озеро находится на территории Себежского национального парка.
Площадь — 2,3 км² (234,0 га, с островами — 242 га). Максимальная глубина — 8,0 м, средняя глубина — 3,0 м. Площадь водосборного бассейна — 22,0 км².
На берегу озера расположена деревня Морское, Жуки, Шаколево.
Проточное. Через речки Мотяжница и Левотинская и озеро Нечерица и реки Свольна и Дрисса соединяется с рекой Западная Двина.
Тип озера лещово-уклейный. Массовые виды рыб: щука, плотва, окунь, ерш, красноперка, лещ, густера, карась, линь, налим, уклея, угорь, язь, пескарь, щиповка, вьюн; широкопалый и длиннопалый раки (единично).
Для озера характерны: в прибрежье — леса, луга, огороды, небольшое болото со сплавинами; в литорали — песок, галька, камни, заиленный песок, ил, глина, камни, в центре — ил, камни; есть сплавины.